# Svartsjön (Åkers socken, Södermanland)
Svartsjön är en sjö i Strängnäs kommun i Södermanland och ingår i Norrströms huvudavrinningsområde.